# كوبينس (كارولاينا الجنوبية)
كوبينس (بالإنجليزية: Cowpens, South Carolina)‏ هي بلدة أمريكية تقع في الولايات المتحدة في مقاطعة سبارتنبرغ (كارولاينا الجنوبية). يقدر عدد سكانها بـ 2,162 نسمة ومساحتها 6.0 كم2 ووترتفع عن سطح البحر 262 متر.

## التركيبة السكانية
حدّد مكتب تعداد الولايات المتحدة بيانات التركيبة السكانية لكوبينس في تعداد الولايات المتحدة. في ما يلي، التركيبة السكانية حسب تعدادي 2000 و2010.

### تعداد عام 2000
بلغ عدد سكان كوبينس 2,279 نسمة بحسب تعداد عام 2000، وبلغ عدد الأسر 922 أسرة وعدد العائلات 640 عائلة مقيمة في البلدة. في حين سجلت الكثافة السكانية 373 نسمة لكل كيلومتر مربع (966.1/ميل2). وبلغ عدد الوحدات السكنية 991 وحدة بمتوسط كثافة قدره 162.2 لكل كيلومتر مربع (420.1/ميل2).
وتوزع التركيب العرقي للبلدة بنسبة 75.65% من البيض و21.37% من الأمريكيين الأفارقة و0.13% من الأمريكيين الأصليين و2.06% من الأعراق الأخرى و0.79% من عرقين مختلطين أو أكثر و3.25% من الهسبانيون أو اللاتينيون من أي عرق.
بلغ عدد الأسر 922 أسرة كانت نسبة 37.9% منها لديها أطفال تحت سن الثامنة عشر تعيش معهم، وبلغت نسبة الأزواج القاطنين مع بعضهم البعض 47.9% من أصل المجموع الكلي للأسر، ونسبة 17.6% من الأسر كان لديها معيلات من الإناث دون وجود شريك،  بينما كانت نسبة 3.9% من الأسر لديها معيلون من الذكور دون وجود شريكة وكانت نسبة 30.6% من غير العائلات. تألفت نسبة 28.4% من أصل جميع الأسر من عدة أفراد يعيشون في نفس المنزل ونسبة 15.4% كانت تتألف من شخص يعيش بمفرده يبلغ من العمر 65 عاماً أو أكثر. وبلغ متوسط حجم الأسرة المعيشية 2.45، أما متوسط حجم العائلات فبلغ 3.00.
بلغ العمر الوسطي للسكان 36.9 عاماً. وكانت نسبة 26.7% من القاطنين تحت سن الثامنة عشر، وكانت نسبة 8.4% بين الثامنة عشر والرابعة والعشرين عاماً، ونسبة 25.8% كانت واقعةً في الفئة العمرية ما بين الخامسة والعشرين والرابعة والأربعين عاماً، ونسبة 23.1% كانت ما بين الخامسة والأربعين والرابعة والستين، ونسبة 15.1% كانت ضمن فئة الخامسة والستين عاماً فما فوق. يوجد لكل 100 أنثى 87.2 ذكر، ويوجد لكل 100 أنثى في الثامنة عشر من عمرها فما فوق 80.3 ذكر.
بلغ متوسط دخل الأسرة في البلدة 30,815 دولارًا، أما متوسط دخل العائلة فبلغ 39,387 دولارًا. وكان متوسط دخل الذكور 35,978 دولارًا مقابل 22,778 دولارًا للإناث. وسجل دخل الفرد الخاص بالبلدة 14,847 دولارًا. وكانت نسبة 15.6% من العائلات ونسبة 17.8% من السكان تحت خط الفقر، وكان من هؤلاء نسبة 20.2% تحت سن الثامنة عشر ونسبة 16.4% في الخامسة والستين من العمر وما فوق.

### تعداد عام 2010
بلغ عدد سكان كوبينس 2,162 نسمة بحسب تعداد عام 2010، وبلغ عدد الأسر 868 أسرة وعدد العائلات 584 عائلة مقيمة في البلدة. في حين سجلت الكثافة السكانية 353.8 نسمة لكل كيلومتر مربع (916.3/ميل2). وبلغ عدد الوحدات السكنية 967 وحدة بمتوسط كثافة قدره 158.3 لكل كيلومتر مربع (410.0/ميل2).
وتوزع التركيب العرقي للبلدة بنسبة 73.87% من البيض و21.23% من الأمريكيين الأفارقة و0.28% من الأمريكيين الأصليين و0.09% من الأمريكيين ذوي الأصول الآسيوية و2.54% من الأعراق الأخرى و1.99% من عرقين مختلطين أو أكثر و4.26% من الهسبانيون أو اللاتينيون من أي عرق.
بلغ عدد الأسر 868 أسرة كانت نسبة 35% منها لديها أطفال تحت سن الثامنة عشر تعيش معهم، وبلغت نسبة الأزواج القاطنين مع بعضهم البعض 40.3% من أصل المجموع الكلي للأسر، ونسبة 22.5% من الأسر كان لديها معيلات من الإناث دون وجود شريك،  بينما كانت نسبة 4.5% من الأسر لديها معيلون من الذكور دون وجود شريكة وكانت نسبة 32.7% من غير العائلات. تألفت نسبة 28.8% من أصل جميع الأسر من عدة أفراد يعيشون في نفس المنزل ونسبة 13.8% كانت تتألف من شخص يعيش بمفرده يبلغ من العمر 65 عاماً أو أكثر. وبلغ متوسط حجم الأسرة المعيشية 2.44، أما متوسط حجم العائلات فبلغ 2.96.
بلغ العمر الوسطي للسكان 38.4 عاماً. وكانت نسبة 25.3% من القاطنين تحت سن الثامنة عشر، وكانت نسبة 8.4% بين الثامنة عشر والرابعة والعشرين عاماً، ونسبة 25.3% كانت واقعةً في الفئة العمرية ما بين الخامسة والعشرين والرابعة والأربعين عاماً، ونسبة 25.5% كانت ما بين الخامسة والأربعين والرابعة والستين، ونسبة 15.5% كانت ضمن فئة الخامسة والستين عاماً فما فوق. وتوزع التركيب الجنسي للسكان بنسبة 47.5% ذكور و52.5% إناث.

## أعلام
- غابي ويلكينز
- هانك غارلاند